# Max Mosley
Max Rufus Mosley (Londres, 13 d'abril de 1940 - Londres, 23 de maig de 2021) fou un pilot de curses i advocat anglès, que exercí de president de la Federació Internacional de l'Automòbil.
Mosley fou el segon fill del líder feixista britànic Oswald Mosley i de Diana Mitford. Es va graduar en física l'any 1961 i durant el seu temps a Oxford també era Secretari del Sindicat d'Oxford. Posteriorment va estudiar dret a Londres i es va graduar com a advocat l'any 1964. Corria en esdeveniments de club a l'UK durant 1966 i 1967 va continuar per la Fórmula Dos en un equip de Londres formant equip amb Frank Williams l'any 1968. Es va retirar l'any 1969 i va entrar a la producció de cotxes de competició de Fórmula 1 ja al mes de març. Va tenir un cert èxit a la categoria, ja que el seu equip va acabar tercer en el Campionat de Constructors del 1970 i 1971, i amb Ronnie Peterson, el seu pilot estrella, segon en el Campionat Mundial de pilots del 1971 a més d'aconseguir un gran èxit en la venda de vehicles de Fórmula Dos i altres vehicles per a consumidors.
Durant els primers anys 1970 es va implicar amb la FOCA, l'Associació de Constructors de la Formula 1, un sindicat d'equips creats per defensar els drets dels equips i mantenir el control col·lectiu de l'esport. Al final de 1977 Mosley oficialment es retira en la seva tasca de constructor i es converteix en assessor legal a FOCA. Més tard és elegit com a president de la FISA (Fédération Internationale du Sport Automobile, un comitè del FIA. Una reestructuració posterior del FIA conduïa a la defunció de FISA i Mosley s'erigia com a president de la FIA.
Durant l'època en què Bernie Ecclestone era el president de la FOCA i Jean Marie Balestre era el president de FISA els dos topaven repetidament en aspectes de regulació i assumptes financers lluitant pel control de l'esport. Mosley va ajudar a resoldre aquest debat amb la creació de l'Acord de la Concordia que consisteix bàsicament a cedir a la FISA el control de les regles però conservar per a la FOCA els drets de promoció i televisió.
Després d'aquest esdeveniment, Mosley va desaparèixer totalment de la Fórmula 1 durant tres anys, però va tornar l'any 1986 per a convertir-se en president de la Comissió dels Fabricants de la FISA i va crear un nou equip de Formula 1, Simtek Research. Va vendre la seva porció de Simtek l'any 1991 moment en què es convocaven unes eleccions a la presidencia de la FISA. Va guanyar a Jean Marie Balestre per 43 vots a 29. Tot i així va dimitir un any més tard manifestant que va ser escollit més per les equivocacions del seu predecessor que no pel seu mèrit; la FISA immediatament va convocar de nou eleccions i el reelegia per a quatre anys. El 1993 s'escollia el president de la FIA que reemplaçava Jean Marie Balestre. La FISA es va fusionar llavors amb la seva branca esportiva, la FIA. Mosley va ser reescollit com a president de la FIA l'octubre de 1997, l'any 2001 i l'any 2005.
Els detractors han criticat Mosley perquè consideren que moltes de les regles que s'han imposat durant els seus mandats han reduït l'espectacle que gira entorn de la Formula 1, per exemple se'l culpava de la situació que es va produir al GP dels Estats Units de l'any 2005. En alguns cercles se l'anomenà "Mad Max" degut als canvis de regles constants que s'han realitzat a la categoria.
El juny de 2004 Mosley va anunciar que dimitiria l'octubre d'aquell any. Tanmateix, el juliol de 2004 va anul·lar la seva decisió després del Senat de FIA li demanés que es quedés. L'últim any del seu mandat, el 2009, va imposar una normativa de retallada de pressupostos que va acabar amb 5 equips de la FOCA condicionant la seva participació a la retirada del projecte. Mosley, reticent a fer-ho, va acabar anunciant que no es presentaria a la reelecció i va promocionar la candidatura de Jean Todt com a nou president.